# الشعاب (جبلة)

تعديل مصدري - تعديل

الشعاب محلة تابعة لقرية المقبل، التابعة لعزلة الربادي بمديرية جبلة إحدى مديريات محافظة إب في الجمهورية اليمنية، بلغ تعداد سكانها 89 حسب تعداد اليمن لعام 2004.